# Kupfer(II)-benzoat

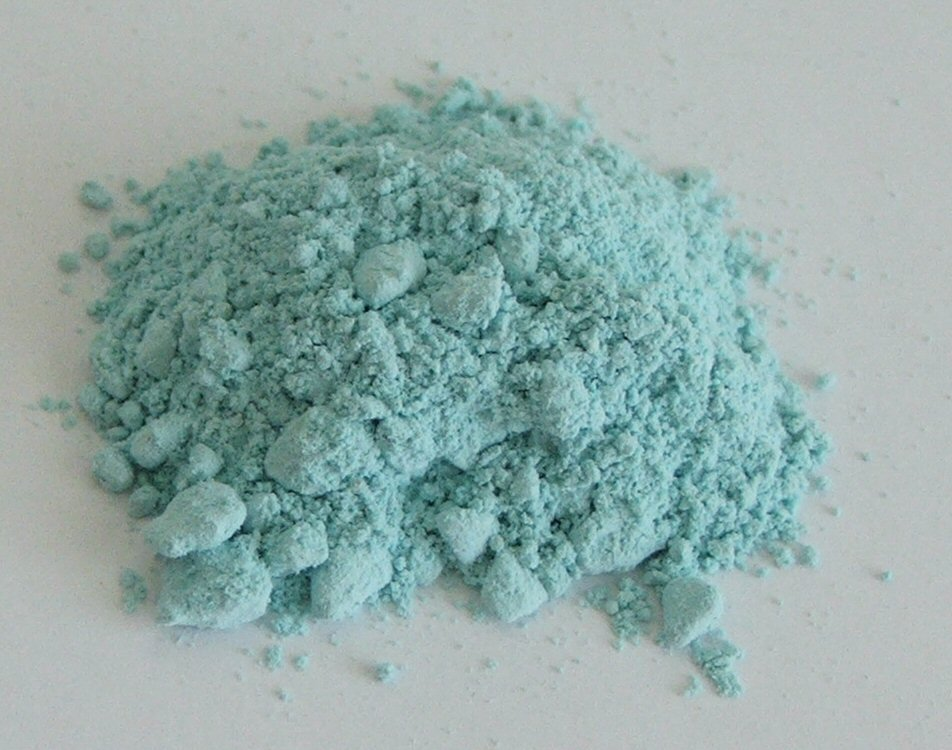
Kupfer(II)-benzoat

Kupfer(II)-benzoat ist das zweiwertige Kupfersalz der Benzoesäure.

## Gewinnung und Darstellung
Kupfer(II)-benzoat wird aus Kupfer(II)-sulfat und Natriumbenzoat in Wasser hergestellt, wobei das Trihydrat durch seine schlechte Löslichkeit ausfällt.

## Eigenschaften
Kupfer(II)-benzoat zersetzt sich bei der trockenen Destillation teilweise zu Salicylsäure. Es ruft beim Erhitzen eine grüne Flammenfärbung hervor.
Kupfer(II)-benzoat-Trihydrat kristallisiert im monoklinen Kristallsystem mit der Raumgruppe I2/c (Raumgruppen-Nr. 15, Stellung 8) mit vier Formeleinheiten in einer Elementarzelle mit den Abmessungen a = 6,98, b = 34,12, c = 6,30 Å; 𝛽≑90°.

## Externe Links zu erwähnten Verbindungen
1. ↑  Externe Identifikatoren von bzw. Datenbank-Links zu Kupfer(II)-benzoat-Monohydrat:  CAS-Nr.: 73267-93-3, Wikidata: Q135856531.
2. ↑  Externe Identifikatoren von bzw. Datenbank-Links zu Kupfer(II)-benzoat-Dihydrat:  CAS-Nr.: 6046-97-5, PubChem: 71586852, ChemSpider: 32699775, Wikidata: Q27279926.
3. ↑  Externe Identifikatoren von bzw. Datenbank-Links zu Kupfer(II)-benzoat-Trihydrat:  CAS-Nr.: 20492-38-0, Wikidata: Q135834878.
4. ↑  Externe Identifikatoren von bzw. Datenbank-Links zu Kupfer(II)-benzoat-Hydrat:  CAS-Nr.: 66019-07-6, PubChem: 154704394, ChemSpider: 23940658, Wikidata: Q135857379.